# Закон об обеспечении равенства
Закон Молдовы «Oб обеспечении равенства» (рум. Lege cu privire la asigurarea egalităţii) — антидискриминационный закон, принятый 25 мая 2012 года парламентом Молдовы и вступивший в силу 1 января 2013 года.
Закон обеспечивает нормативную базу для применения Директив 2000/43/ЕС от 29 июня 2000 года и 2000/78/ЕС от 27 ноября 2000 года и призван гарантировать равенство возможностей гражданам, независимо от их расы, цвета кожи, национальности, этнического происхождения, языка, религии или убеждений, пола, возраста, ограниченных возможностей, взглядов, политической принадлежности, а также на основе любого другого подобного признака. Запрет дискриминации по признаку сексуальной ориентации применяется только в сфере занятости и трудоустройства. Именно наличие в тексте документа запрета дискриминации по признаку сексуальной ориентации вызвало множество дебатов и протестов в стране.

## История принятия законопроекта
Принятие законопроекта, запрещающего любые формы дискриминации, являлось одним из условий, на которых Европейский союз был готов упростить визовый режим с Молдовой. Этот закон обсуждался в парламенте страны ещё в 2011 году, однако тогда правительство столкнулось с протестами общественности, в связи с чем документ был отправлен на доработку. Весной 2012 года законопроект снова попал в парламент под новым названием. Разработкой документа занималось Министерство юстиции Молдовы во главе с Олегом Ефримом.
В результате протестов верующих, утверждавших, что законопроект направлен на легализацию однополых браков и усыновления детей гомосексуальными парами, в него было добавлено уточнение, прямо утверждающее о том, что закон не распространяется на эти сферы. В результате упоминание сексуальной ориентации осталось лишь в одной из статей (а именно — в статье 7, запрещающей дискриминацию в сфере трудоустройства).
Закон «Об обеспечении равенства» был принят парламентом Молдовы 25 мая и подписан президентом страны Николае Тимофти 28 мая 2012 года несмотря на массовые протесты, организованные оппозиционной Компартией и православными организациями в течение года. Закон вступил в силу 1 января 2013 года.
Законопроект не поддержали представители группы социалистов, демократ Олег Сырбу и либерал-демократ Валерий Гилецки. Партия социалистов выразила желание оспорить принятый законопроект в Конституционном суде страны. 31 мая лидер парламентской группы социалистов и председатель ПСРМ Игорь Додон обратился в Конституционный суд Молдовы с требованием признать неконституционными положения шести статей закона, в том числе признать неконституционными синтагмы «меньшинства» и «сексуальная ориентация», содержащиеся в статьях 1 и 7 закона. Определением от 8 октября 2013 года Конституционный суд отказал в принятии к рассмотрению по существу обращения Игоря Додона.

## Содержание закона и правоприменительная практика
Закон предусматривает создание специального Совета по предупреждению и ликвидации дискриминации и обеспечению равенства, задачей которого является фиксация всех случаев проявления дискриминации. Данный Совет состоит из пяти беспартийных членов и назначается парламентом на пять лет. Трое из пяти членов должны иметь юридическое образование. Совет должен принимать и в течение срока, не превышающего 90 дней, рассматривать жалобы от граждан, считающих себя подвергшимися той или иной форме дискриминации.
Созданный Совет по предупреждению и ликвидации дискриминации и обеспечению равенства состоит из пяти человек: психолог Оксана Гуменная, адвокат Дойна-Иоана Стрэистяну, юрист Андрей Бригидин, исполнительный директор центра Speranţa Лучия Гаврилицэ и психолог Ян Фельдман. Трое последних из них (Бригидин, Гаврилицэ и Фельдман) были избраны на должность парламентом в июне 2013 года, двое других — уже ранее.
26 декабря 2012 года во втором чтении Парламент принял ряд сопроводительных законов, вносящих изменения в уголовный и административный кодекс страны и вводящих штрафы за различные формы дискриминации, в том числе и по признаку сексуальной ориентации. Штрафы за дискриминацию составят до 60 тысяч молдавских леев (до 5 тысяч долларов), а если будет доказано, что ущемление прав человека повлекло его к смерти, виновный может быть приговорен к лишению свободы сроком до шести лет.

### Правоприменительная практика
Созданный Совет по предупреждению и борьбе с дискриминацией уже выносил несколько решений по жалобам. Например, в октябре 2014 года указанный Совет подал в суд на Министерство здравоохранения Молдовы, требуя отменить приказ минздрава № 100 от 1 апреля 2014 года, предписывающий роженицам с ВИЧ рожать в роддомах, ограниченных муниципиями Кишинёв и Бельцы. Решением Совета от 11 апреля 2014 года пациенты психиатрии не должны содержаться запертыми в палатах и имеют право на прогулки.

## Критика законопроекта и протесты

### Реакции Русской православной церкви
Православная церковь Молдовы (самоуправляемая церковь, входящая в структуру РПЦ) осудила этот законопроект, усмотрев в нём пропаганду гомосексуальности и узаконивание разврата. Принятие законопроекта сопровождалось протестными демонстрациями православных граждан. В мае 2013 года епископ Бельцкий и Фалештский Маркелл поставил молдавским депутатам ультиматум: либо они в течение месяца отменят уже принятый закон, либо депутаты будут отлучены от церкви. За неделю до этого ПЦМ также провела массовый молебен с требованием отменить этот закон.
20 июня 2013 Синод ПЦМ опубликовал декларацию, в которой выразил мнение о том, что власти не услышали голос учреждения, пользующегося «самым высоким уровнем доверия в обществе». Кроме того, члены Синода повторно предложили отменить принятый закон или внести в него изменения с целью недопущения «пропаганды разврата». В ответ на это президент Молдовы Николае Тимофти призвал Церковь проявлять осторожность в провоцирующих вопросах и указал на недопустимость агрессивного и враждебного отношения Церкви к официально избранному руководству государства. 4 сентября 2014 года Синод Молдавской Православной Церкви опубликовал документ, в котором осуждается принятый закон и выражается надежда на его отмену.
Московский патриархат РПЦ также выразил беспокойство по поводу принятия правительством Молдовы закона «Об обеспечении равенства» и призвал в марте 2012 года молдавских властей не принимать этот закон, «рассматривающий гомосексуализм как норму».

### Протест со стороны администрации Бельц
В качестве ответной реакции на законопроект о недопущении дискриминации по признаку сексуальной ориентации 23 февраля 2012 года муниципальный совет города Бельцы принял решение «Об объявлении муниципия Бэлць зоной поддержки Молдавской православной церкви и недопущении агрессивной пропаганды нетрадиционных сексуальных ориентаций», запрещавшее «навязываемую центральными властями Республики Молдова агрессивную пропаганду нетрадиционной сексуальной ориентации в любом её проявлении на территории муниципия». Делегация Европейского союза в Кишинёве выразила глубокое сожаление по поводу принятого муниципальным советом Бельц решения, а также свою озабоченность проявлениями нетерпимости и дискриминации в отношении ЛГБТ и призвала власти Молдовы обеспечить соблюдение принципа недискриминации.
В апреле 2012 года общественная организация «ГендерДок-М» подала иск к муниципальному совету об аннулировании решения. 28 февраля 2013 года Бельцкая Апелляционная палата аннулировала решение муниципального совета Бельц, так как оно противоречит законодательству республики. Однако муниципальный совет в тот же день принял решение о внесении изменений в предыдущее решение, уточнив определение запрещённых публичных действий. «ГендерДок-М» и бельцкое представительство Государственной канцелярии опротестовали решение в суде, и 11 июля 2013 года суд первой инстанции признал незаконным решение муниципального совета и внесённые в него поправки.

### Закон о запрете «пропаганды гомосексуализма» в Гагаузии
Народное собрание Гагаузии 30 апреля 2013 года единогласно сразу в двух чтениях приняло закон «Об обеспечении принципов равноправия, справедливости и объективности», предусматривающий запрет на «пропаганду гомосексуализма», а также запрет однополых союзов и усыновления детей однополыми парами на территории Гагаузии с целью защиты «генотипа малочисленного гагаузского народа» от уничтожения. Кроме того, закон разрешает работодателю отказать в приеме на работу человека, демонстрирующего свою гомосексуальность, или даже уволить уже нанятого сотрудника. Впоследствии принятый в Гагаузии закон был отменён Комратским судом по запросу Госканцелярии Молдовы.